# Ion Iovescu
 Ion Iovescu, în Austro-Ungaria: Johann Jovesko, (n. 1851, Bozovici; d. 1915, Budapesta) a fost un militar de carieră român (bănățean) în armata habsburgică, care a avansat până la gradul de general de brigadă.

## Biografie

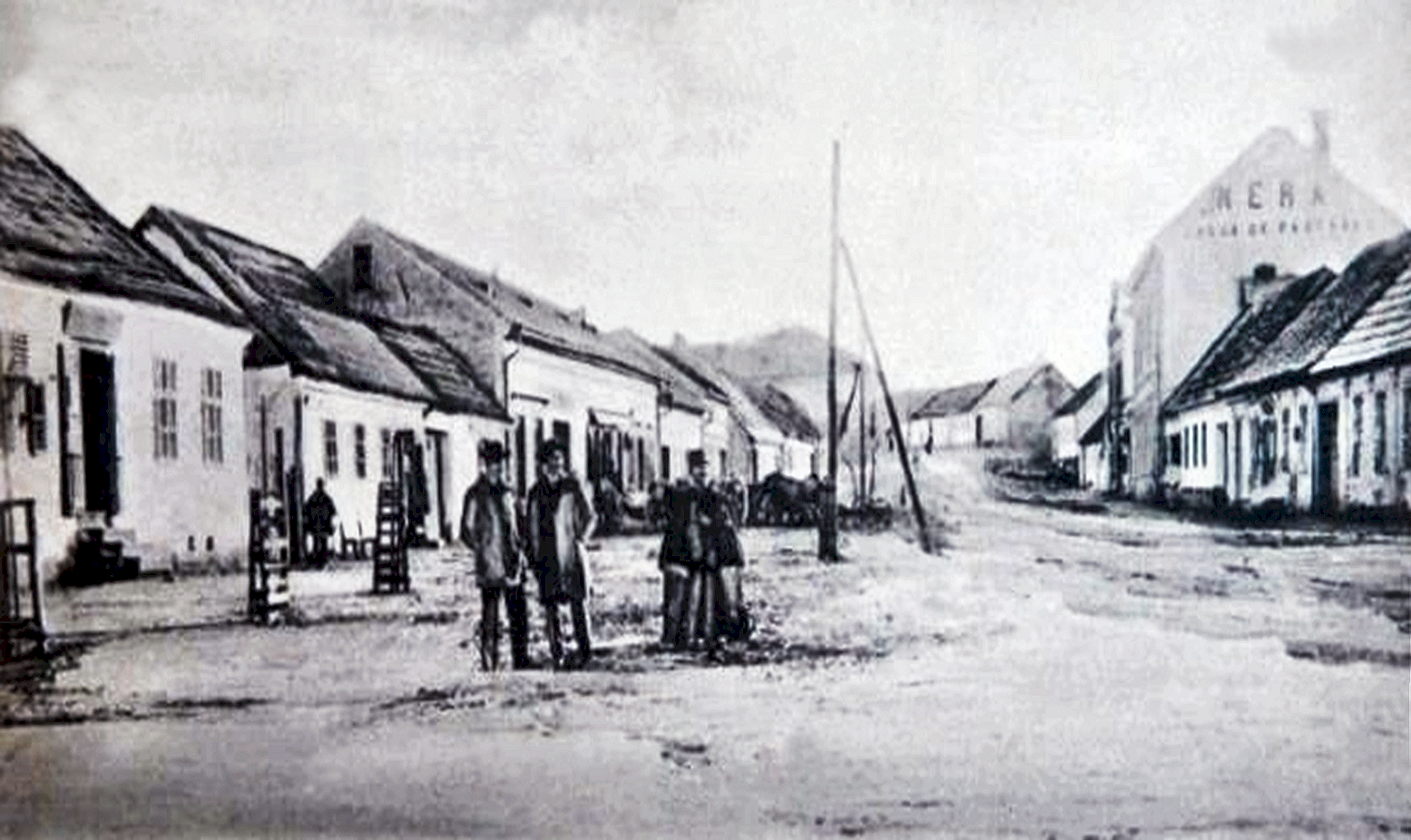
Bozovici înainte de 1900

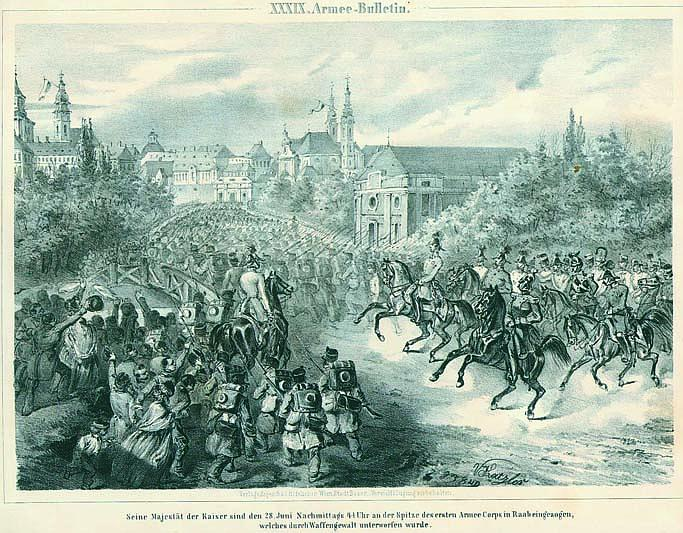
Györ în secolul XIX

Ion s-a născut într-o familie de grăniceri, fiu al sublocotenentului de clasa 1-a Drăgan (Dragu) Iovescu (d. după 1864) în regimentul de graniță bănățean român nr. 13. A urmat școala primară în comuna Bozovici și a intrat tânăr in regimentul tatălui.
La 1 noiembrie 1871 a devenit cadet în regimentul de infanterie Ludovic al II-lea al Bavariei Nr. 5. și avansat in acest regiment la gradul de locotenent la data de 5 aprilie 1874, apoi de  locotenent major la 1 mai 1887. În anul 1891, a fost transferat la regimentul de infanterie nr.83, la Szeged, unde mai erau locotenenții majori de proveniență română Daniel Materinga și Troian Bacsila, viitori generali, regiment care s-a mutat în 1895 la Biserica Albă:
În anul 1897 a fost numit maior și a primit Ordinul împărătesc al Crucii Militare de Merit de clasa a 3-a, fiind comandantul batalionului 4 al regimentului de infanterie nr. 26 din Viena. La 15 octombrie 1899 maiorul a fost decorat și cu Crucea de Ofițer a lui Ferdinand I al Bulgariei. De asemenea a primit Medalia Comemorativă a Trupelor de Război și Distincția de Servici pentru Ofițeri, clasa a 2-a. În articole românești privind generalul, se pretinde, că ar fi fost decorat cu Ordinul Maria Terezia. Această afirmație este incorectă. Nu există nici o sursă militară austriacă, care ar confirma această aserțiune.
Pe data de 8 mai 1906 ofițerul a fost numit colonel și comandant al regimentului maghiar Marele Principe al Rusiei nr. 26 de la Györ.
După ce Iovescu a fost pensionat in anul 1909, a mai fost onorat, trei ani mai târziu, la 26 februarie 1912, cu titlul de general major.
În tradiția rudelor generalului se spunea, că a construit o casă la Bozovici, în apropierea bisericii baptiste, care avea unele elemente de arhitectură din marmură, de asemenea, că a avut un fiu (Ladislaus Johann), ofițer de marină, care a murit în Marea Adriatică într-o luptă navală în anul 1915, înaintea morții tatălui.